# コージオ・ディ・アッローシャ
コージオ・ディ・アッローシャ(伊: Cosio di Arroscia)は、イタリア共和国リグーリア州インペリア県にある、人口約200人の基礎自治体（コムーネ）。

## 地理

### 位置・広がり

#### 隣接コムーネ
隣接するコムーネは以下の通り。括弧内のCNはクーネオ県所属を示す。
- ブリーガ・アルタ (CN)
- メンダーティカ
- モンテグロッソ・ピアン・ラッテ
- オルメーア (CN)
- ポルナッシオ

### 地震分類
イタリアの地震リスク階級 (it) では、3 に分類される
。